# Parablennius opercularis
Parablennius opercularis es una especie de pez de la familia Blenniidae en el orden de los Perciformes.

## Morfología
• Los machos pueden llegar alcanzar los 6 cm de longitud total.

## Distribución geográfica
Se encuentra desde el Golfo Pérsico hasta el Pakistán.